# Giancarlo Cornaggia-Medici
Giovanni Carlo Maria Luigi „Giancarlo“ Cornaggia-Medici Petrobelli (* 16. Dezember 1904 in Mailand; † 23. November 1970 ebenda) war ein italienischer Degenfechter. Er gewann drei Goldmedaillen bei Olympischen Spielen und wurde zweimal Weltmeister.

## Erfolge
Cornaggia-Medici nahm an den Olympischen Sommerspielen 1928 in Amsterdam teil und gewann dort die Goldmedaille mit der Degen-Mannschaft. Vier Jahre später, bei den Olympischen Sommerspielen 1932 in Los Angeles, wurde er Olympiasieger im Einzel und gewann Silber mit der Mannschaft. Bei den Olympischen Sommerspielen 1936 in Berlin wurde Cornaggia-Medici zum zweiten Mal Mannschafts-Olympiasieger und holte im Einzel die Bronzemedaille.
Bei den Internationalen Fechtmeisterschaften 1930 in Lüttich gewann er Silber mit der Mannschaft hinter dem Team aus Belgien, 1931 wurde er in Wien Mannschaftsweltmeister, 1933 in Kopenhagen ebenfalls, 1934 in Warschau wurde es Silber hinter der ungarischen Mannschaft.